# Giải bóng đá Hạng Nhì Quốc gia 2013
Giải bóng đá Hạng Nhì Quốc gia 2013 là mùa giải thứ 17 của Giải bóng đá Hạng Nhì Quốc gia, giải đấu cao thứ ba trong hệ thống các giải bóng đá Việt Nam (sau V.League 1 và V.League 2) do Liên đoàn bóng đá Việt Nam (VFF) tổ chức. Mùa giải khởi tranh vào ngày 25 tháng 5 và kết thúc vào ngày 31 tháng 7 năm 2013 với 17 câu lạc bộ tham dự.

## Thay đổi đội bóng
| Xuống hạng từ giải Hạng Nhất 2012 - Xi măng Fico Tây Ninh - Thành phố Hồ Chí Minh Thăng hạng từ giải Hạng Ba 2012 - Viettel - Vĩnh Long | Thăng hạng lên V.League 2 2013 - Không có[a] Xuống hạng đến giải Hạng Ba 2012 - Bình Phước Bỏ giải - Phadin Quảng Ngãi - Trẻ Sài Gòn - Trẻ Thành phố Hồ Chí Minh |

^[a] Bà Rịa Vũng Tàu, Trẻ Khatoco Khánh Hoà được thăng hạng nhưng rút lui khỏi mùa giải 2013 vì thiếu kinh phí. Đội Trẻ Khatoco Khánh Hoà được tổ chức lại thành Sanna Khánh Hoà và tiếp tục thạm dự giải Hạng Nhì 2013.

## Thể thức
17 đội bóng được chia thành 3 bảng theo khu vực địa lý. Các đội bóng thi đấu theo thể thức vòng tròn hai lượt trên sân nhà và sân khách; hai đội đứng đầu mỗi bảng lọt vào vòng chung kết. Do đội bóng Trẻ Sài Gòn xin rút lui trước giờ bốc thăm, mùa giải này sẽ không có phải xuống hạng. 
Tại vòng chung kết, 6 đội nhất và nhì của 3 bảng được phân cặp thi đấu như sau:
- Trận 1: Nhất bảng A - Nhì bảng B
- Trận 2: Nhất bảng B - Nhì bảng C
- Trận 3: Nhất bảng C - Nhì bảng A
- Trận 4: Thua trận 1 - Thua trận 2
- Trận 5: Thua trận 3 - Thua trận 4

Ba đội thắng trong ba trận đấu đầu tiên sẽ được xếp đồng giải Nhất và giành suất thăng hạng lên giải hạng Nhất Quốc gia 2014. Các đội thua sẽ gặp nhau trong các trận đấu 4 và 5 để chọn thêm hai đội thăng hạng.

## Các đội bóng
| Đội                   | Địa điểm              | Sân nhà                    | Sức chứa | Bảng |
| --------------------- | --------------------- | -------------------------- | -------- | ---- |
| Công an Nhân dân      | Hà Nội                | Sân vận động Hà Đông       | 3.000    | A    |
| Huế                   | Huế                   | Sân vận động Tự Do         | 16.000   | A    |
| Nam Định              | Nam Định              | Sân vận động Thiên Trường  | 30.000   | A    |
| Trẻ Vicem Hải Phòng   | Hải Phòng             | Sân vận động Thủy Nguyên   | 28.000   | A    |
| Viettel               | Hà Nội                | Sân vận động Hàng Đẫy      | 20.000   | A    |
| Bình Thuận            | Phan Thiết            | Sân vận động Phan Thiết    | 10.000   | B    |
| Đắk Lắk               | Buôn Ma Thuột         | Sân vận động Buôn Ma Thuột | 10.000   | B    |
| Phú Yên               | Tuy Hòa               | Sân vận động Phú Yên       | 5.000    | B    |
| Sanna Khánh Hòa       | Nha Trang             | Sân vận động 19 tháng 8    | 15.000   | B    |
| Thanh Niên Sài Gòn    | Thành phố Hồ Chí Minh | Sân vận động Thành Long    | 5.000    | B    |
| V&V United            | Nha Trang             | Sân vận động 19 tháng 8    | 15.000   | B    |
| Cà Mau                | Cà Mau                | Sân vận động Cà Mau        | 6.000    | C    |
| Long An B             | Tân An                | Sân vận động Long An       | 20.000   | C    |
| Tiền Giang            | Tiền Giang            | Sân vận động Tiền Giang    | 10.000   | C    |
| Thành phố Hồ Chí Minh | Thành phố Hồ Chí Minh | Sân vận động Thống Nhất    | 25.000   | C    |
| Vĩnh Long             | Vĩnh Long             | Sân vận động Vĩnh Long     | 10.000   | C    |
| Xi măng Fico Tây Ninh | Tây Ninh              | Sân vận động Tây Ninh      | 15.500   | C    |

## Vòng loại

### Bảng A
| VT | Đội                 | ST | T | H | B | BT | BB | HS  | Đ  | Thăng hạng hoặc xuống hạng                |
| -- | ------------------- | -- | - | - | - | -- | -- | --- | -- | ----------------------------------------- |
| 1  | Huế (C, P, O)       | 8  | 6 | 1 | 1 | 15 | 4  | +11 | 19 | Vòng chung kết thăng hạng V.League 2 2014 |
| 2  | Nam Định            | 8  | 5 | 2 | 1 | 11 | 6  | +5  | 17 | Vòng chung kết thăng hạng V.League 2 2014 |
| 3  | Viettel             | 8  | 4 | 2 | 2 | 13 | 9  | +4  | 14 |                                           |
| 4  | Trẻ Vicem Hải Phòng | 8  | 1 | 1 | 6 | 6  | 14 | −8  | 4  |                                           |
| 5  | Công an Nhân dân    | 8  | 1 | 0 | 7 | 5  | 17 | −12 | 3  |                                           |

| Nhà \ Khách[1]      | CA  | HU  | NĐ  | VHP | VT  |
| Công an Nhân dân    |     | 0–1 | 1–2 | 3–2 | 1–4 |
| Huế                 | 4–0 |     | 1–1 | 3–1 | 0–2 |
| Nam Định            | 1–0 | 0–1 |     | 3–1 | 1–0 |
| Trẻ Vicem Hải Phòng | 1–0 | 0–1 | 0–1 |     | 1–1 |
| Viettel             | 2–0 | 0–4 | 2–2 | 2–0 |     |

| Đội \ Vòng đấu      | 1 | 2 | 3 | 4 | 5 | 6 | 7 | 8 | 9 | 10 |
| ------------------- | - | - | - | - | - | - | - | - | - | -- |
| Công an Nhân dân    | 4 | 5 | 5 | 5 | 4 | 4 | 4 | 4 | 4 | 5  |
| Huế                 | 3 | 2 | 2 | 2 | 1 | 1 | 1 | 1 | 1 | 1  |
| Nam Định            | 2 | 1 | 1 | 1 | 2 | 2 | 2 | 2 | 2 | 2  |
| Trẻ Vicem Hải Phòng | 5 | 4 | 4 | 4 | 5 | 5 | 5 | 5 | 5 | 4  |
| Viettel             | 1 | 3 | 3 | 3 | 3 | 3 | 3 | 3 | 3 | 3  |

### Bảng B
| VT | Đội                           | ST | T | H | B | BT | BB | HS  | Đ  | Thăng hạng hoặc xuống hạng                |
| -- | ----------------------------- | -- | - | - | - | -- | -- | --- | -- | ----------------------------------------- |
| 1  | Sanna Khánh Hoà BVN (C, O, P) | 10 | 6 | 4 | 0 | 17 | 2  | +15 | 22 | Vòng chung kết thăng hạng V.League 2 2014 |
| 2  | Đắk Lắk (O, P)                | 10 | 6 | 4 | 0 | 18 | 4  | +14 | 22 | Vòng chung kết thăng hạng V.League 2 2014 |
| 3  | Thanh Niên Sài Gòn            | 10 | 5 | 1 | 4 | 15 | 17 | −2  | 16 |                                           |
| 4  | Phú Yên                       | 10 | 2 | 4 | 4 | 13 | 18 | −5  | 10 |                                           |
| 5  | Bình Thuận                    | 10 | 1 | 5 | 4 | 7  | 13 | −6  | 8  |                                           |
| 6  | V&V United                    | 10 | 0 | 2 | 8 | 5  | 21 | −16 | 2  |                                           |

| Nhà \ Khách[1]      | BT  | ĐL  | PY  | SKH | TSG | VV  |
| Bình Thuận          |     | 1–1 | 1–3 | 0–2 | 2–2 | 0–0 |
| Đắk Lắk             | 2–0 |     | 0–0 | 0–0 | 2–0 | 5–0 |
| Phú Yên             | 2–2 | 1–3 |     | 1–4 | 1–2 | 2–2 |
| Sanna Khánh Hoà BVN | 0–0 | 0–0 | 1–1 |     | 4–0 | 3–0 |
| Thanh Niên Sài Gòn  | 1–0 | 1–3 | 3–1 | 0–2 |     | 4–1 |
| V&V United          | 0–1 | 1–2 | 0–1 | 0–1 | 1–2 |     |

| Đội \ Vòng đấu      | 1 | 2 | 3 | 4 | 5 | 6 | 7 | 8 | 9 | 10 |
| ------------------- | - | - | - | - | - | - | - | - | - | -- |
| Bình Thuận          | 5 | 6 | 6 | 6 | 5 | 5 | 5 | 5 | 5 | 5  |
| Đắk Lắk             | 2 | 2 | 2 | 1 | 1 | 1 | 1 | 1 | 1 | 2  |
| Phú Yên             | 1 | 1 | 4 | 4 | 4 | 4 | 4 | 4 | 4 | 4  |
| Sanna Khánh Hoà BVN | 3 | 3 | 1 | 3 | 2 | 2 | 2 | 2 | 2 | 1  |
| Thanh Niên Sài Gòn  | 6 | 4 | 3 | 2 | 3 | 3 | 3 | 3 | 3 | 3  |
| V&V United          | 4 | 5 | 5 | 5 | 6 | 6 | 6 | 6 | 6 | 6  |

### Bảng C
| VT | Đội                             | ST | T | H | B | BT | BB | HS  | Đ  | Thăng hạng hoặc xuống hạng                |
| -- | ------------------------------- | -- | - | - | - | -- | -- | --- | -- | ----------------------------------------- |
| 1  | Xi măng Fico Tây Ninh (C, O, P) | 10 | 5 | 5 | 0 | 16 | 6  | +10 | 20 | Vòng chung kết thăng hạng V.League 2 2014 |
| 2  | Thành phố Hồ Chí Minh (O, P)    | 10 | 5 | 1 | 4 | 13 | 10 | +3  | 16 | Vòng chung kết thăng hạng V.League 2 2014 |
| 3  | Cà Mau                          | 10 | 3 | 4 | 3 | 10 | 9  | +1  | 13 |                                           |
| 4  | Vĩnh Long                       | 10 | 2 | 5 | 3 | 7  | 12 | −5  | 11 |                                           |
| 5  | Long An B                       | 10 | 2 | 4 | 4 | 12 | 15 | −3  | 10 |                                           |
| 6  | Tiền Giang                      | 10 | 2 | 2 | 6 | 11 | 28 | −17 | 8  |                                           |

| Nhà \ Khách[1]        | CM  | LA  | TG  | HCM | VL  | FTN |
| Cà Mau                |     | 1–1 | 1–1 | 2–0 | 3–0 | 0–0 |
| Long An B             | 3–0 |     | 5–2 | 1–2 | 1–2 | 1–1 |
| Tiền Giang            | 1–3 | 0–0 |     | 0–1 | 2–0 | 1–3 |
| Thành phố Hồ Chí Minh | 1–0 | 4–0 | 2–1 |     | 1–2 | 0–2 |
| Vĩnh Long             | 0–0 | 0–0 | 0–2 | 1–1 |     | 0–0 |
| Xi măng Fico Tây Ninh | 2–0 | 3–0 | 2–1 | 1–1 | 2–2 |     |

| Đội \ Vòng đấu        | 1 | 2 | 3 | 4 | 5 | 6 | 7 | 8 | 9 | 10 |
| --------------------- | - | - | - | - | - | - | - | - | - | -- |
| Cà Mau                | 6 | 3 | 5 | 5 | 6 | 5 | 6 | 6 | 5 | 3  |
| Long An B             | 4 | 5 | 2 | 2 | 4 | 2 | 3 | 3 | 4 | 5  |
| Tiền Giang            | 3 | 2 | 3 | 3 | 5 | 6 | 4 | 4 | 6 | 6  |
| Thành phố Hồ Chí Minh | 5 | 6 | 6 | 6 | 3 | 4 | 2 | 2 | 2 | 2  |
| Vĩnh Long             | 2 | 4 | 4 | 4 | 2 | 3 | 5 | 5 | 3 | 4  |
| Xi măng Fico Tây Ninh | 1 | 1 | 1 | 1 | 1 | 1 | 1 | 1 | 1 | 1  |

## Vòng chung kết
Các đội bóng giành quyền thi đấu tại giải hạng Nhất Quốc gia 2014 bao gồm 3 câu lạc bộ đồng giải Nhất là Huế, Sanna Khánh Hòa, Xi măng Fico Tây Ninh và hai câu lạc bộ giành vé vớt là Thành phố Hồ Chí Minh và Đắk Lắk.
Chung kết
| 22 tháng 7 năm 2013 | Huế                                     | 2–0 | Đắk Lắk | Sân vận động Quảng Nam, Quảng Nam            |  |
| 15:30               | Nguyễn Văn Cường 70' · Phan Hữu Vân 89' |     |         | Lượng khán giả: 3.500 Trọng tài: Ngô Duy Lân |  |

| 22 tháng 7 năm 2013 | Sanna Khánh Hòa  | 1–0 | Thành phố Hồ Chí Minh | Sân vận động Quảng Nam, Quảng Nam             |  |
| 18:00               | Lâm Ti Phông 45' |     |                       | Lượng khán giả: 1.000 Trọng tài: Hà Anh Chiến |  |

| 24 tháng 7 năm 2013 | Xi măng Fico Tây Ninh | 1–0 | Nam Định | Sân vận động Quảng Nam, Quảng Nam             |  |
| 15:30               | Nguyễn Đức Sang 73'   |     |          | Lượng khán giả: 700 Trọng tài: Ngô Mạnh Cường |  |

Vé vớt
| 24 tháng 7 năm 2013 | Đắk Lắk | 0–1 | Thành phố Hồ Chí Minh | Sân vận động Quảng Nam, Quảng Nam          |  |
| 18:00               |         |     | Lê Anh Thuận 21'      | Lượng khán giả: 500 Trọng tài: Phạm Bá Hòa |  |

| 27 tháng 7 năm 2013 | Nam Định | 0–1 | Đắk Lắk          | Sân vận động Quảng Nam, Quảng Nam               |  |
| 15:30               |          |     | Y Thăng Êban 50' | Lượng khán giả: 1.000 Trọng tài: Ngô Mạnh Cường |  |